# شحن

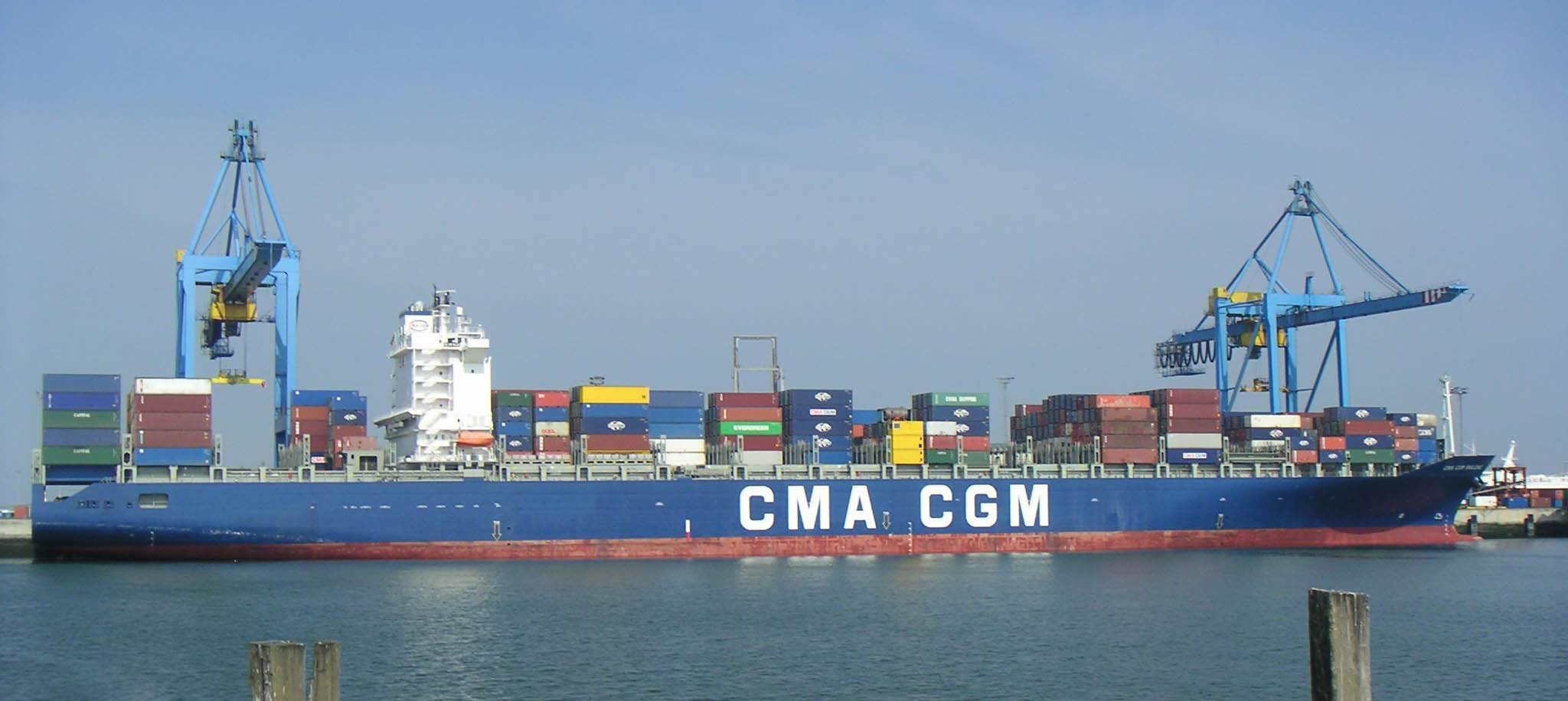
ناقلة حاويات تابعة لشركة cma cgm.

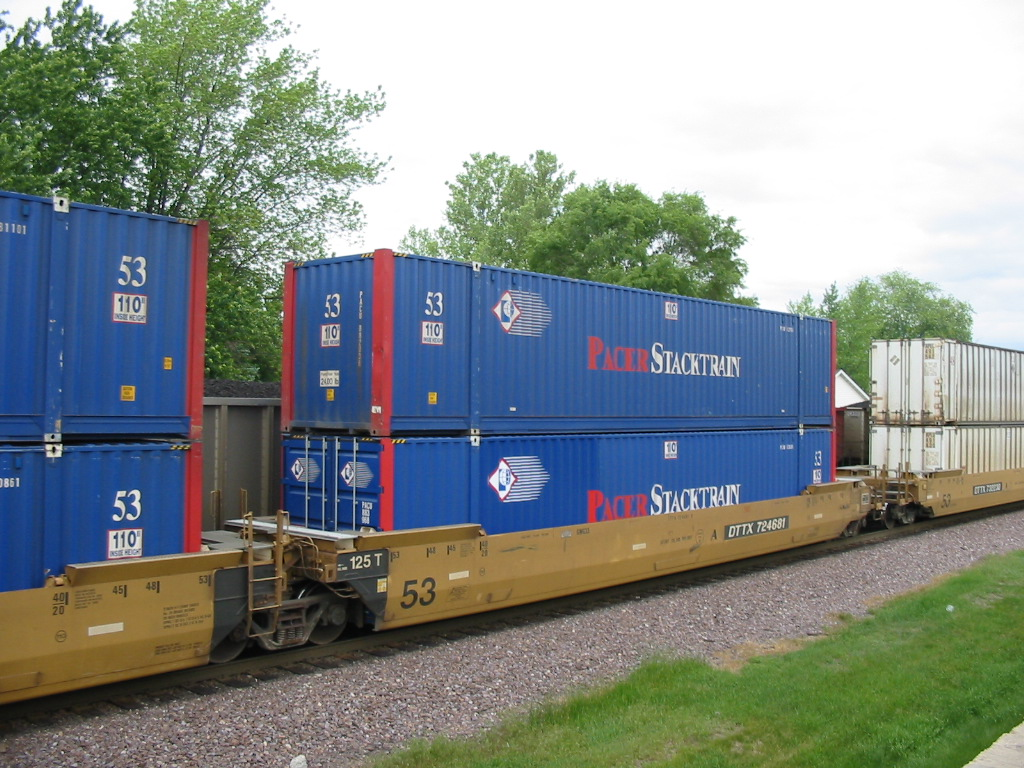
حاويات

الشحن هو نقل البضائع من مكان لآخر ومن دولة إلى أخرى إما عن طريق الشحن البحري عبر الموانئ بواسطة السفن أو الشحن الجوي عبر المطارات بواسطة الطائرات أو الشحن البري بواسطة الشاحنات والقطارات.
ويعد الشحن البحري أقدم صور الشحن تاريخيا عن طريق سفن الشحن التجارية التي تطورت عبر الزمن لتصبح تلك البواخر والناقلات التجارية العملاقة التي تدار بمحركات الديزل أو توربين بخاري.ونظراً لأهمية الشحن البحري منذ فجر التاريخ قامت كثير من الدول ببناء أساطيل سفن تجارية للتأكيد على حرية وسهولة حركة بضائعها على مستوى العالم.

## البحرية التجارية
البحرية التجارية عنصر أساسي لاقتصاد العالم، فأساطيل البحرية التجارية تحمل التجارة العالمية، وهي صناعة لها تكلفتها العالية التي تضاف لأسعار البضائع النهائية، ذلك أن هذه البواخر العملاقة هي أيضاً مكلفة في صنعها لكونها من أكبر السفن التي بناها الإنسان على الإطلاق

## الشحن البحري أوقات الحروب
تضاف رسوم إضافية على الشحنات البحرية أثناء الحروب وتسمى War Risk أي خطر الحرب وترفع تلك الرسوم عند استقرار الأحوال العالمية.

## أنواع الناقلات
سفن نقل الحاويات - النفط الخام - البضائع - الكيماويات. المنتجات النفطية

## تعريف نظام النقل بالحاويات

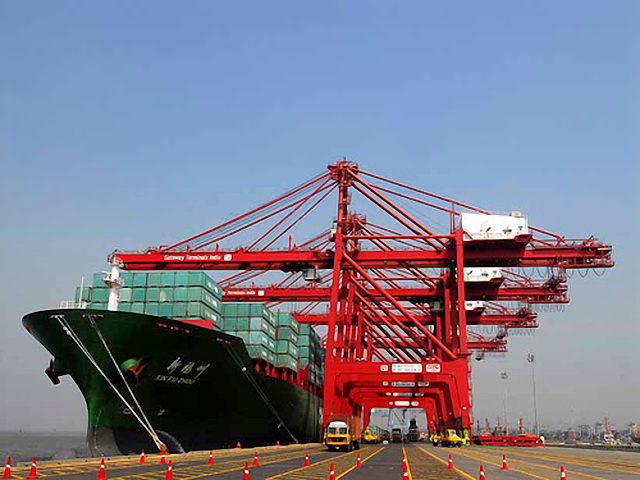
رافعات تفرغ حمولتها في الميناء من سفينة الحاويات في ميناء جواهر لال نهرو، نافي مومباي، الهند

نظام النقل بالحاويات هو النقل بواسطة الحاويات القياسية العالمية التي يمكن تحميلها على متن سفن الحاويات والقطارات والشاحنات. والحاويات القياسية العالمية تكون في 3 أحجام وهي 20-40-45 قدماً.

## تاريخ الحاويات
يقول مالكوم ماكلين مؤسس شركة ميرسك سيلاند Maersk-Sealand العملاقة أنه أول من فكر في نظام النقل بالحاويات في الثلاثينات من هذا القرن في نيو جرسي بالولايات المتحدة الأمريكية، ولكنه أسس شركة Maersk-Sealand في الخمسينيات، وأتته الفكرة من أنه كان في يوم ينتظر شحنة بينما يتم إعادة تحميلها من الشاحنة إلى الباخرة وفكر أنه يمكن تحميل الشاحنة نفسها (مع بعض التغييرات عليها) بدلاً من إفراغ البضائع توفيراً للجهد والوقت والمال المهدر في التحميل والتفريغ وتكون هي بذلك الشحنة التي يجب تحميلها وليس الشحنة ذاتها.

## وحدة قياس الشحن بالحاويات
سعة الحاويات القياسية العالمية تقاس بوحدة Twenty-foot equivalent Units)TEU) وهي الحاوية القياسية التي يبلغ طولها 20 قدماً، أو بعبارة أخرى وهي قياس حجم البضائع المشحونة باستخدام الحاويات التي تساوي وحدة شحن البضائع العالمية على متن البواخر والناقلات القياسية وهي: 20 قدم طول و 7.8 عرض وارتفاع 7.9 تقريباً (حجم 32 متر مكعب).
غالبية الحاويات التي تستخدمها الشركات والخطوط الملاحية اليوم هي مقاس 40 قدماً وبالتالي هي من قياس 2-TEU وكذلك الحاويات حجم 45 قدماً والتي تعتبر نفس الوحدة 2-TEU وهي وحدة قياس مكافئة لـ 40 قدماً.

## تأثير الشحن بنظام الحاويات على التجارة العالمية
- أحدثت الحاويات ثورة في عالم شحن البضائع، وغيرت أنظمة الشحن العالمية، واليوم يتم نقل 90% من البضائع بالحاويات التي ترص على سطح الناقلات البحرية العملاقة، ويبلغ عدد الشحنات التي يتم شحنها على مستوي العالم حالياً 200 مليون حاوية سنوياً
- ساهم توحيد قياس الحاويات على مستوى العالم في تغيير قياسات السفن والسيارات وعربات القطارات لتناسب أحجام وسعات الحاويات طول 20 و40 قدماً

## أكبر الشركات في عالم النقل بالحاويات
أكبر شركات الشحن بالحاويات على مستوى العالم هي شركة ميرسك سيلاند Maersk-Sealand
الشهيرة، فمن منا لم يشاهد شاحنة تحمل حاوية أو أكثر عليها شعار ميرسك. كما أن هناك شركات عملاقة أخرى ومنها: شركة هانجين Hanjin الصينية. كما أن الخط الملاحي الفرنسي (CMA CGM)التي يمتلكها رجل الأعمال السوري الفرنسي جاك سعادة والتي تعد ثالث أكبر شركة شحن بالحاويات في العالم (بعد شركتى ال Maersk و MSC) وناقلته تبدو في الصورة، والجدير بالذكر أن هذه الشركة لديها ناقلة حاويات عملاقة سعتها 14,000 وحدة شحن دولية. وكذلك يوجد الخط الملاحى اليابانى العملاق k line
هناك أيضا من الشركات المعروفة عالمياً (خاصة في نطاق التجارة في جنوب شرق آسيا) شركتى APL و PIL وهما اختصار للكلمات AMERICAN PRESEDENTIAL LINES و PACIFIC INTERNATIONAL LINE بالإضافة إلى خط EVER GREEN الشهير بحاوياته الخضراء المميزة، وهناك خطوط ملاحية أخرى تعمل في منطقة البحر المتوسط وغرب أوروبا مثل MOL وهناك أيضا خط YANGMING الملاحى والذي من أنشطته أمريكا الشمالية حيث له خطوط من موانئ الولايات المتحدة وحتى البحر المتوسط وجنوب شرق آسيا.

## مواضيع ذات صلة
- حاوية
- مستودع
- الشحن الجوي
- الشحن البري